# St. John's Fog Devils
St. John's Fog Devils var ett kanadensiskt proffsjuniorishockeylag som spelade i Ligue de hockey junior majeur du Québec (LHJMQ) mellan 2005 och 2008. Laget låg till grund till de efterföljande ishockeylagen Club de hockey junior de Montréal (2008–2011) och Armada de Blainville-Boisbriand (2013–). De spelade sina hemmamatcher i Mile One Stadium, som har en publikkapacitet på 6 250 åskådare vid ishockeyarrangemang, i St. John's i Newfoundland och Labrador.
Fog Devils vann inte någon av Trophée Jean Rougeau, som delas ut till det lag som vinner grundserien, Coupe du Président, som delas ut till vinnaren av slutspelet, och Memorial Cup, CHL:s slutspel mellan säsongens mästare i LHJMQ, OHL och WHL samt ett värdlag.
Laget fostrade spelare som bland andra Luke Adam, Jake Allen, T.J. Brennan, Mario Kempe, Timo Pielmeier och Oscar Sundh.